# Tennispalatset

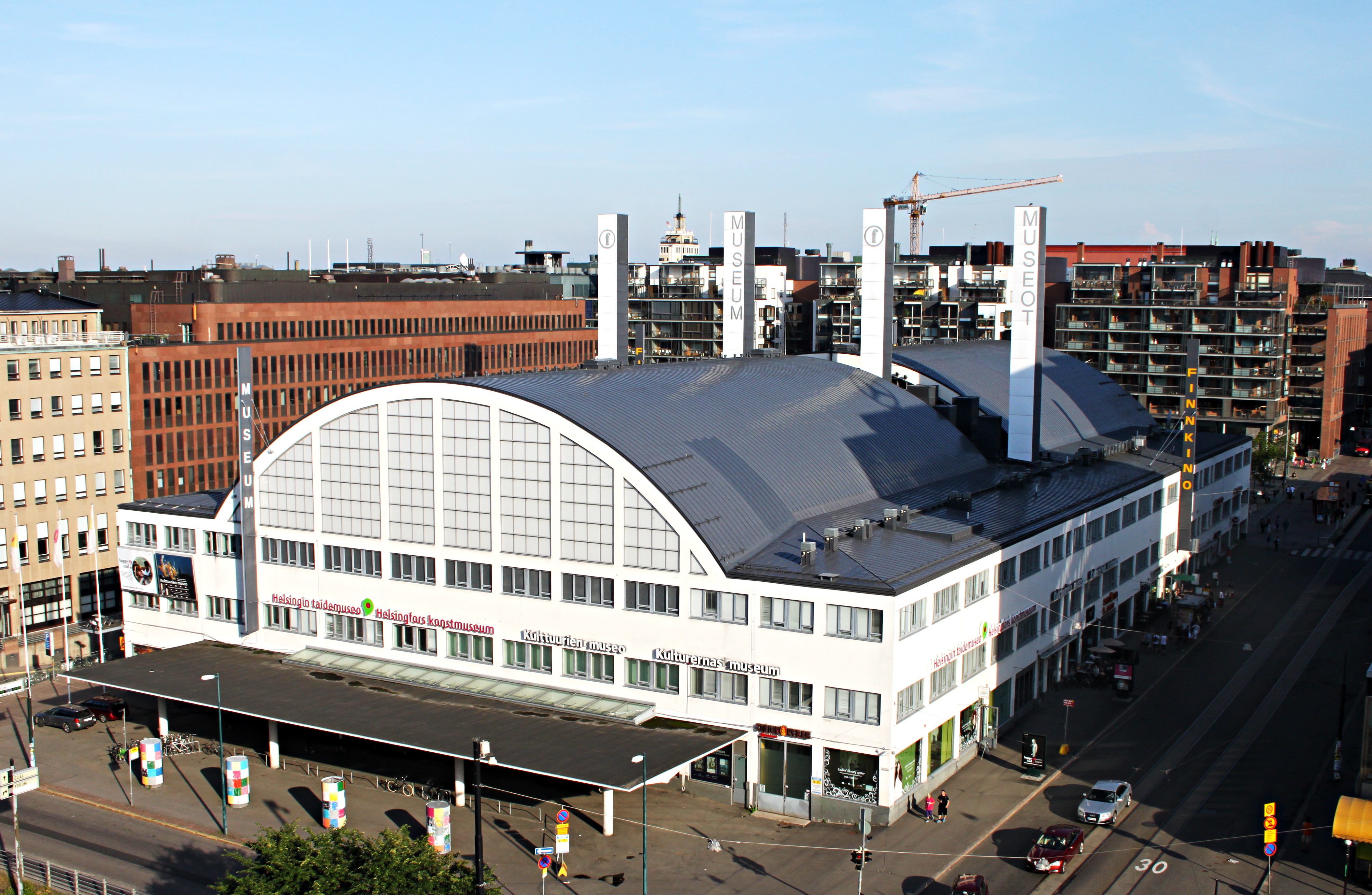
Tennispalatset

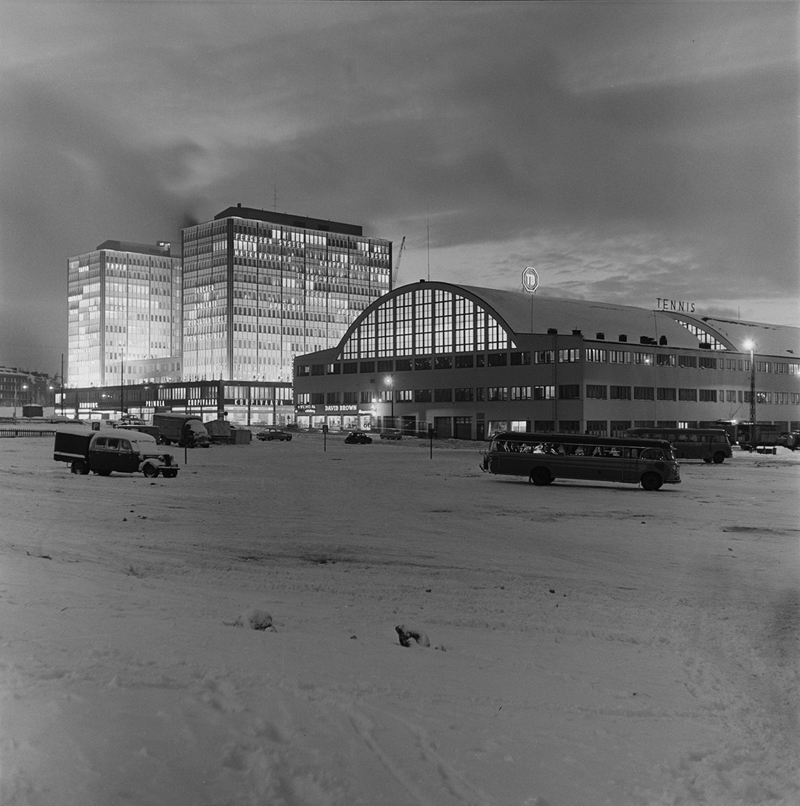
Tennispalatset 1958

Tennispalatset är en byggnad i Kampen, Helsingfors, ritad av Helge Lundström och uppförd 1938 för att användas som sporthall vid de planerade olympiska spelen 1940.
Tennispalatset inrymmer idag bland annat en biograf med 14 salonger sedan 1999 och Helsingfors konstmuseum HAM, tidigare Helsingfors stads konstmuseum. Under de olympiska sommarspelen 1952, som hölls i Helsingfors, användes det för bland annat basket.